# ROFLCon
ROFLCon — проводимый раз в два года конвент, посвящённый сетевым мемам и интернет-культуре. Название фестиваля образовано от известной сетевой аббревиатуры ROFL — «roll(ing) on [the] floor laughing» и Convent.
Первый фестиваль состоялся 25–26 апреля 2008 года в Массачусетском технологическим институте. На нём присутствовал ряд интернет-знаменитостей, в частности: moot, Лирой Дженкинс, Tron Guy, создатели вебкомиксов xkcd, Questionable Content и Dinosaur comics, Братья Чэпмены и многие другие.
ROFLCon был организован группой студентов Гарвардского университета во главе с Тимом Хуангом. По словам Тима, фестиваль был создан под впечатлением от встречи поклонников вебкомикса xkcd с его создателем Рэнделом Манро в парке Северного Кэмбриджа. Как позднее сообщили организаторы конвента, они месяцами отслеживали интернет-знаменитостей и людей, связанных с интернет-мемами, но тем не менее многие из приглашенных не приехали.
Посещение конвента для публики было возможным после предварительной регистрации и платы за участие. Основным событиями первого ROFLCona стали публичные дискуссии с Интернет-знаменитостями, а также их ответы на вопросы аудитории. Завершился фестиваль ROFLConcert’ом, на котором выступили Gröûp X, Лесли Холл, Lemon Demon, Trocadero и Дэнни Блейз.

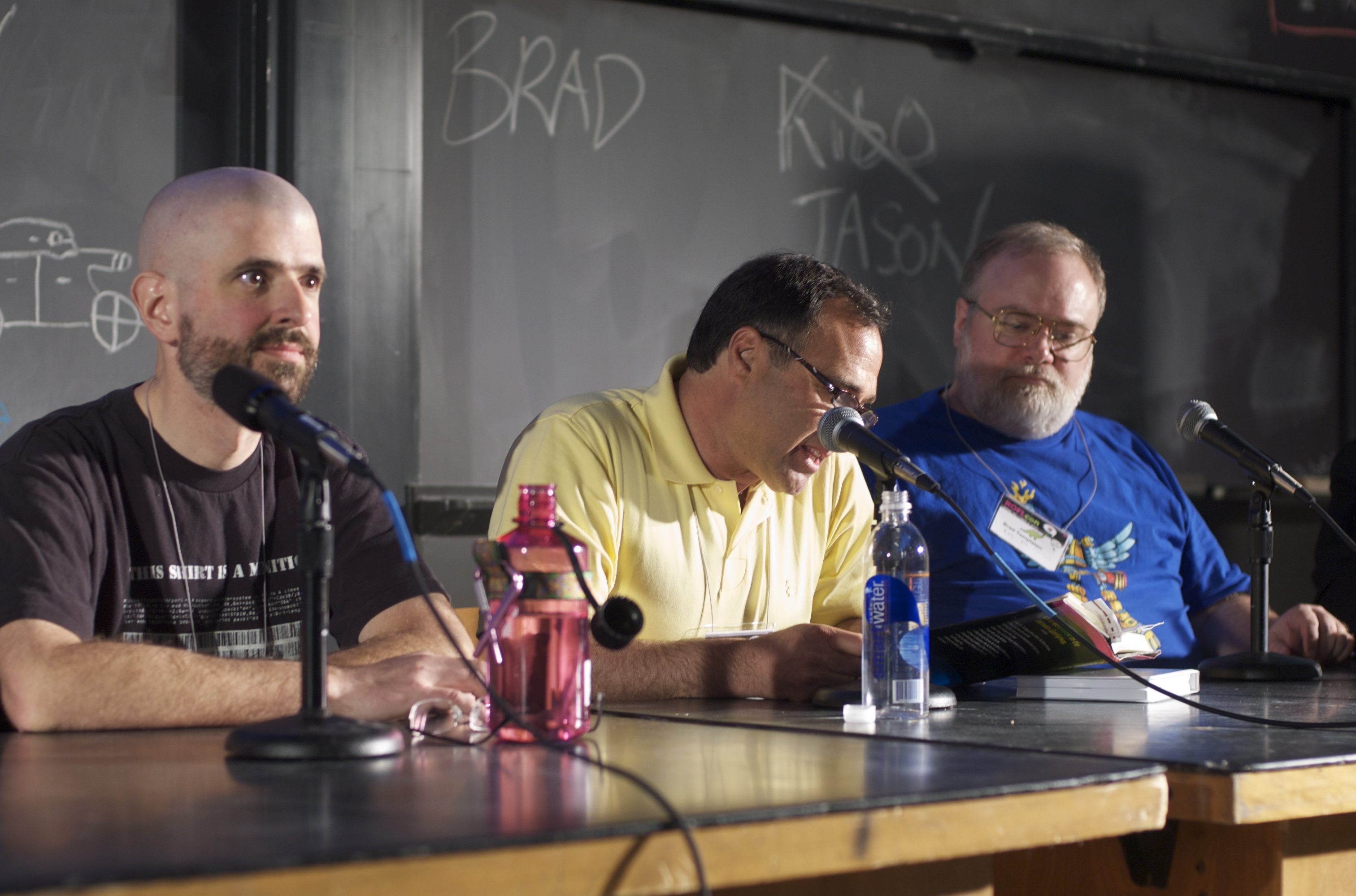
Jay Furr, Laurence Canter and Brad Templeton из «Heroes of Usenet» на ROFLcon II

Второй ROFLCon прошёл 30 апреля–1 мая 2010 года в Массачусетском технологическим институте. Плата за вход составила 45$.

## Галерея

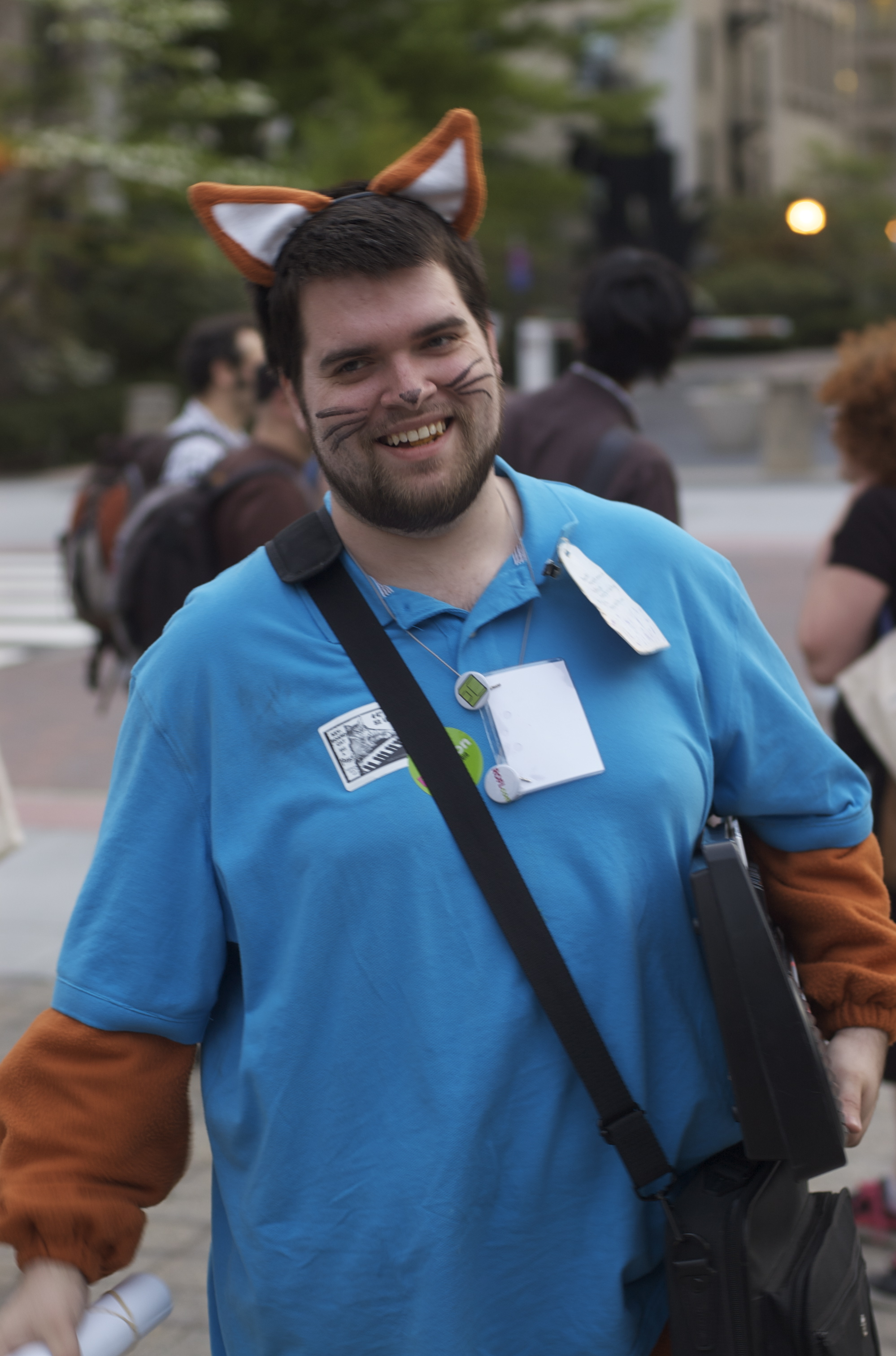
Brad O'Farrell в качестве Keyboard Cat
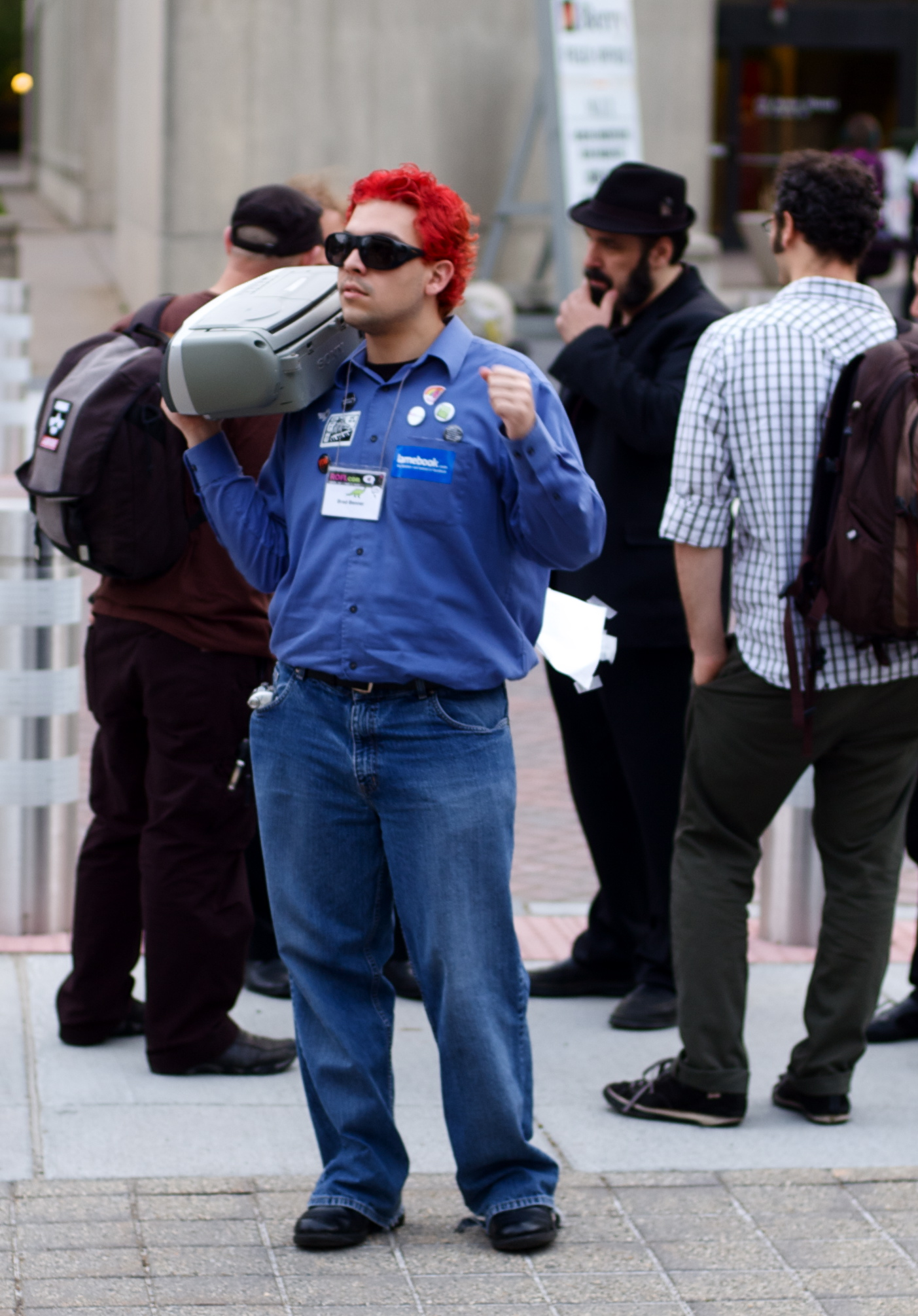
Живой rickroll
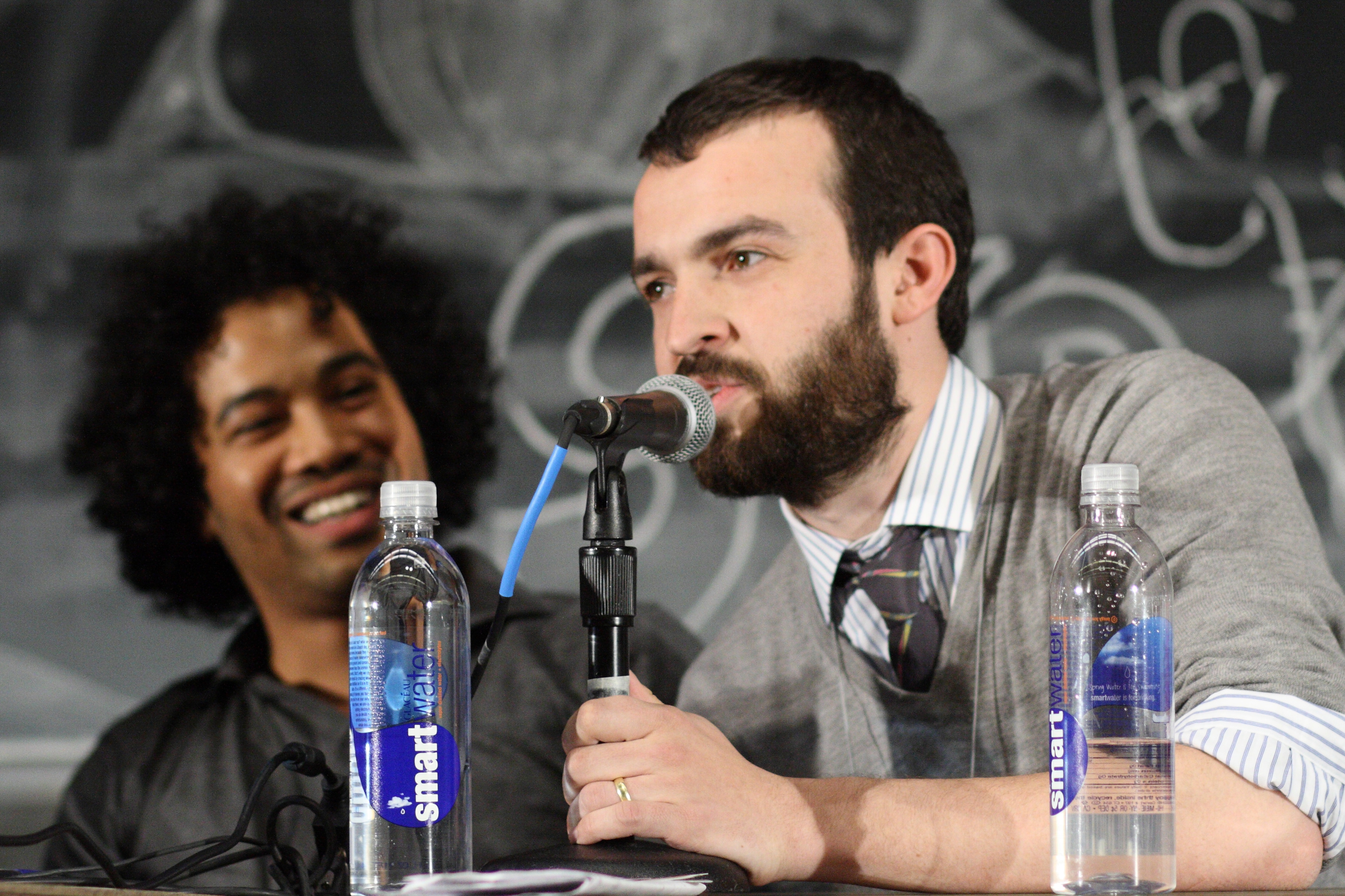
Jamie Wilkinson и Kenyatta Cheese из Know Your Meme
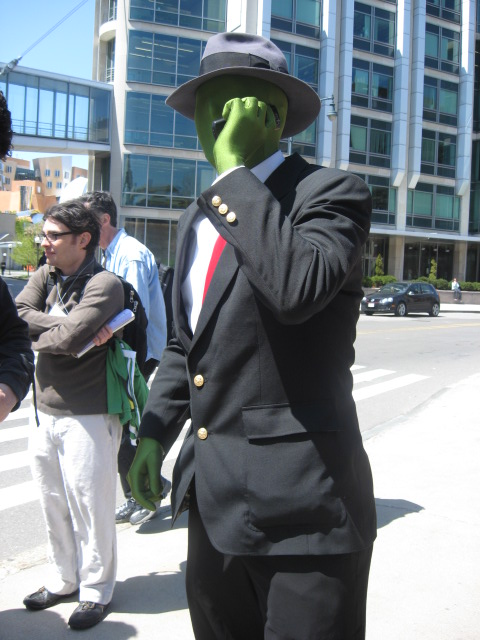
Анонимус, сфотографированный 26 апреля 2006 года
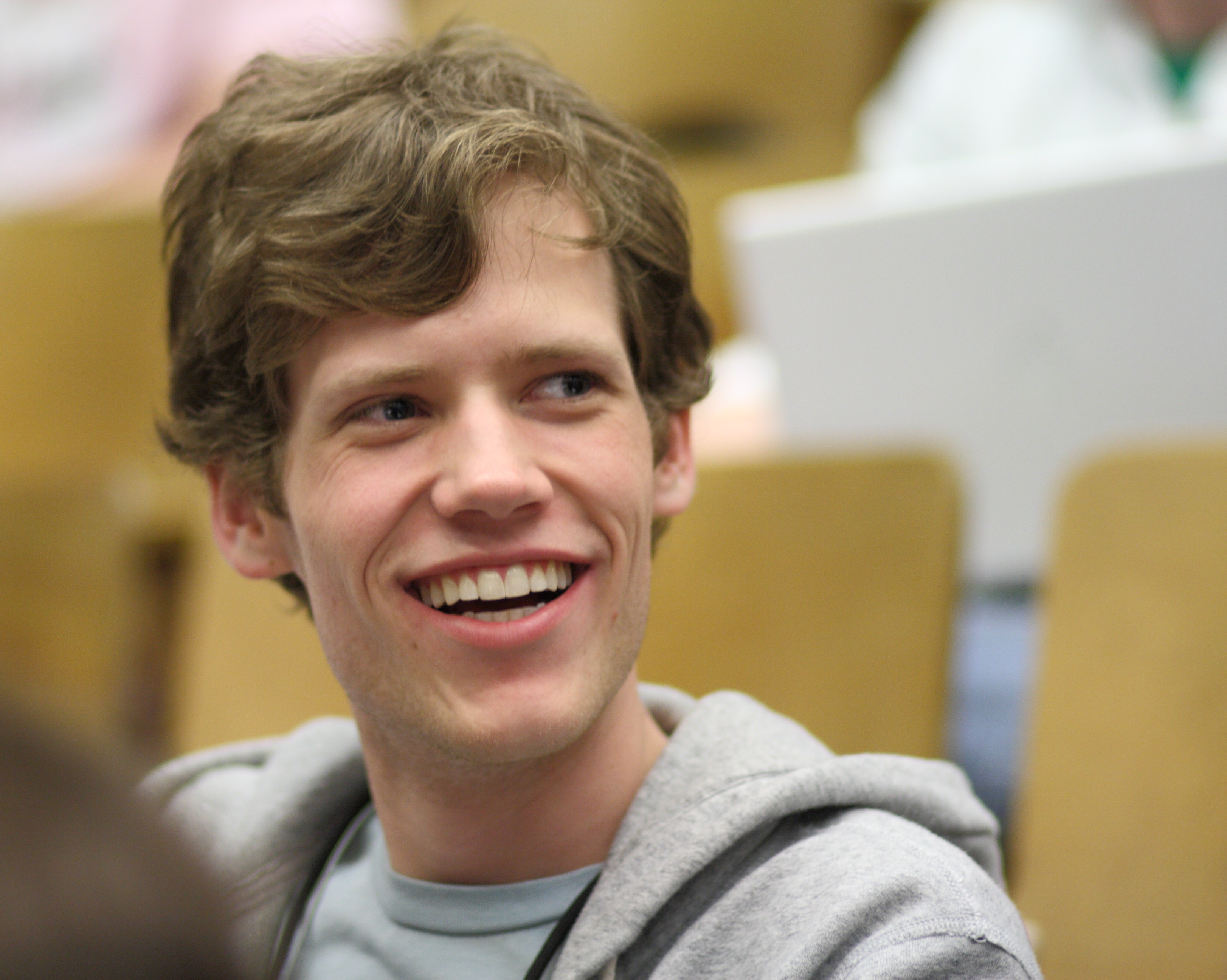
moot на ROFLCon II